# Morrie Schwartz
Morris S. Schwartz (nascut el 20 de desembre de 1916 i mort el 4 de novembre de 1995) va ser un professor nord-americà.
Va ser famós pel seu protagonisme en el llibre Els dimarts amb Morrie, publicat en 1997.

## Infància, educació i estudis
Va ser fill de Charles Schwartz, un immigrant rus que es va mudar als Estats Units per escapar-se de l'exèrcit rus. Schwartz va créixer al barri jueu de Nova York. Als vuit anys li van dir que la seva mare, la propietària d'una confiteria local, havia mort. Més tard, al seu germà David li van diagnosticar la polio.
Schwartz va estudiar en el City College de Nova York. Va fer un màster i un doctorat en Filosofia a la Universitat de Chicago en 1946 i 1951 respectivament. Va escriure tres llibres de sociologia durant les dècades dels anys 1950 i 1960. Va ser professor de la Universitat de Brandeis en la facultat de sociologia. Entre els seus estudiants estava, el que seria més tard periodista esportiu, Mitch Albom. Schwartz va continuar fent classes en Brandeis fins a la dècada de 1970, quan li van detectar ELA (esclerosi lateral amiotròfica).

## Fama
Després d'haver fet una aparició en Nightline parlant de la seva malaltia, Albom va tornar a veure al seu professor després de 16 anys, i van col·laborar en Dimarts amb el meu vell professor durant els últims dies de la vida de Schwartz en 1995. El llibre va ser publicat en 1997 i va estar sis anys entre els best-sellers del país. Van realitzar una pel·lícula en 1999 basat en ell, en la qual Jack Lemmon feia el paper de professor i Hank Azaria el d'Albom.
El 22 de novembre de 2005, Ted Koppel, presentador de Nightline, va realitzar un especial al seu programa.
L'epitafi personal de Schwartz va ser "Mestre fins a la fi".

## Obres
- Amb Alfred Hodgin: The Mental Hospital: A Study of Institutional Participation in Psychiatric Illness and Treatment. Basic Books 1958, ISBN 9781591476177
- Amb Charlotte Green Schwartz: Social Approaches to Mental Patient Care. Columbia University Press 1964
- Amb Emmy Lanning Shockley: The Nurse and the Mental Patient: a Study in Interpersonal Relations. Wiley 1966, ISBN 9780471766100
- Letting Go: Morrie's Reflections on Living While Dying. Walker & Company 1996, ISBN 9780802713155